# Henri Louis Douliot
Henri Louis Douliot (Troyes, 6 août 1859 - Nosy Be, 2 juillet 1892) est un naturaliste et explorateur français.

## Biographie
Élève de l'École normale supérieure, docteur ès-sciences (1889), il entre comme préparateur au Muséum d'histoire naturelle. Subventionné, il part pour Madagascar en 1890 pour y étudier la géologie et la botanique et examiner les possibilités de cultures tropicales dans l'ouest de l'île. Il débarque ainsi à Nosy Be en juin 1891, atteint Morondava et explore le bassin du Manarivo et l'arrière-pays de Maintirano où il effectue des fouilles archéologiques, mais il meurt des fièvres à Nosy Be alors qu'il se préparait à visiter le massif central de Madagascar.

## Travaux
- Journal du voyage fait sur la côte ouest de Madagascar, 1891-1892, Bulletin de la Société de Géographie, 1893, 1895 et 1896

## Hommage
La Boophis doulioti a été nommée en son honneur.